# Мистер Дидс переезжает в город
«Мистер Дидс переезжает в город» (иногда — «Мистер Дидс едет в город», англ. Mr. Deeds Goes to Town) — кинокартина, кинокомедия с элементами социальной драмы режиссёра Фрэнка Капры, получившая премию «Оскар» за лучшую режиссуру и специальный приз Венецианского кинофестиваля в 1936 году. Снят по рассказу Кларенса Бадингтона Келланда (англ.) «Шапокляк» (англ. Opera Hat).

## Сюжет
На отдыхе в Италии погибает богатый американский предприниматель. Наследство достаётся его племяннику — мистеру Дидсу (Купер), открытому и прямому молодому мужчине из провинции. Он переезжает в Нью-Йорк, где сталкивается с финансовыми интригами мегаполиса. На его деньги претендует адвокатская контора Сидара (Домбрилл), которая уже допустила крупную финансовую растрату дядиных денег, лже-сожительница с ребёнком, другой, нелюбимый племянник с алчной женой. Кроме того, коварная журналистка Луиза Беннетт (Артур) втирается к доверие к Дидсу, проводит с ним много времени, но при этом под псевдонимом публикует серию едких репортажей о похождениях провинциала в Нью-Йорке.
Разочаровавшись в происходящем, Дидс решает передать всё состояние на покупку участков земли для безвозмездной передачи их фермерам. Адвокат Сидар, опасающийся огласки растраты, вступает в переговоры со вторым племянником и пытается представить Дидса душевнобольным и, соответственно, недееспособным. Образная и эмоциональная речь Дидса на слушании убеждает судью в его здравомыслии, и он полностью его оправдывает.

## В ролях
- Гэри Купер — Лонгфелло Дидс
- Джин Артур — Луиза Беннетт
- Дугласс Дамбрилл — адвокат Джон Седар
- Джордж Бэнкрофт — Макуэйд
- Лайонел Стэндер — Корнелиус Кобб
- Г. Б. Уорнер — судья Мэй
- Рут Доннелли — Мэйбл Доусон
- Уолтер Кэтлетт — Морроу

В титрах не указаны
- Полин Вагнер — телефонный оператор
- Мюриэль Эванс — Тереза
- Стэнли Эндрюс — Джеймс Седар
- Ирвинг Бейкон — Фрэнк
- Джордж Хейз — представитель фермера

## Награды
- Кроме полученной премии за лучшую режиссуру, фильм был номинирован ещё на 4 «Оскара»: за лучший фильм, за лучшую мужскую роль (Купер), за лучший адаптированный сценарий, за лучший звук.
- Национальный совет кинокритиков США и Клуб кинокритиков Нью-Йорка назвали «Мистер Дидс переезжает в город» лучшей картиной года[3].
- Картина входит в список 100 самых смешных американских фильмов за 100 лет по версии AFI под номером 70 и в список 100 самых вдохновляющих американских фильмов за 100 лет по версии AFI под номером 83.

## Критика
Современные премьере фильма рецензии были достаточно позитивны:

Актёры и режиссёр Фрэнк Капра смогли создать в «Дидсе» довольно крепкий сюжет. Фарс насыщен добродушным юмором и искусно поставлен, но есть некоторые упущения, которые оставляют значительное недопонимание. — «Variety»

Соревнуясь между собой, персонажи Гэри Купера, Джин Артур, Лайонела Стэндера, Дугласа Домбрилла делают картину одной из самых увлекательных лент сезона.— «The New York Times»

## Прокат в СССР
Копия пленки находилась в коллекции рейхсфильмархива и была вывезена в СССР среди прочих «трофейных фильмов». В 1949 году Министерство кинематографии СССР выпускает фильм на закрытых экранах под измененным названием «Во власти доллара». В широкий прокат фильм вышел 2 января 1951 года. Фильм был полностью перемонтирован и субтитрирован на киностудии им. Горького. В советской версии сюжет изменился радикальным образом, превратившись в историю о несправедливости социального и политического уклада США. Фильм заканчивался крупным планом главного героя, сидящим в тюрьме. В начале фильма появлялся следующий титр:

«Городом Желтого Дьявола» назвал Алексей Максимович Горький Нью–Йорк — эту цитадель американского империализма. В жертву деньгам здесь приносится все: совесть судьи, честь журналиста, жизнь миллионов простых людей. Герой этого фильма Лонгфелло Дидс — честный, но простодушный человек, по-своему пытается помочь людям, лишенным крова и работы. Советскому зрителю нетрудно понять, что путь, который избрал для этого Дидс, ничего не может изменить в мире Желтого Дьявола — доллара.